# 滕珂
滕珂，宋朝政治人物。
滕珂曾于1208年接替汪立中任华亭县知县一职，1209年由徐晞稷接任。